# Paco Delgado

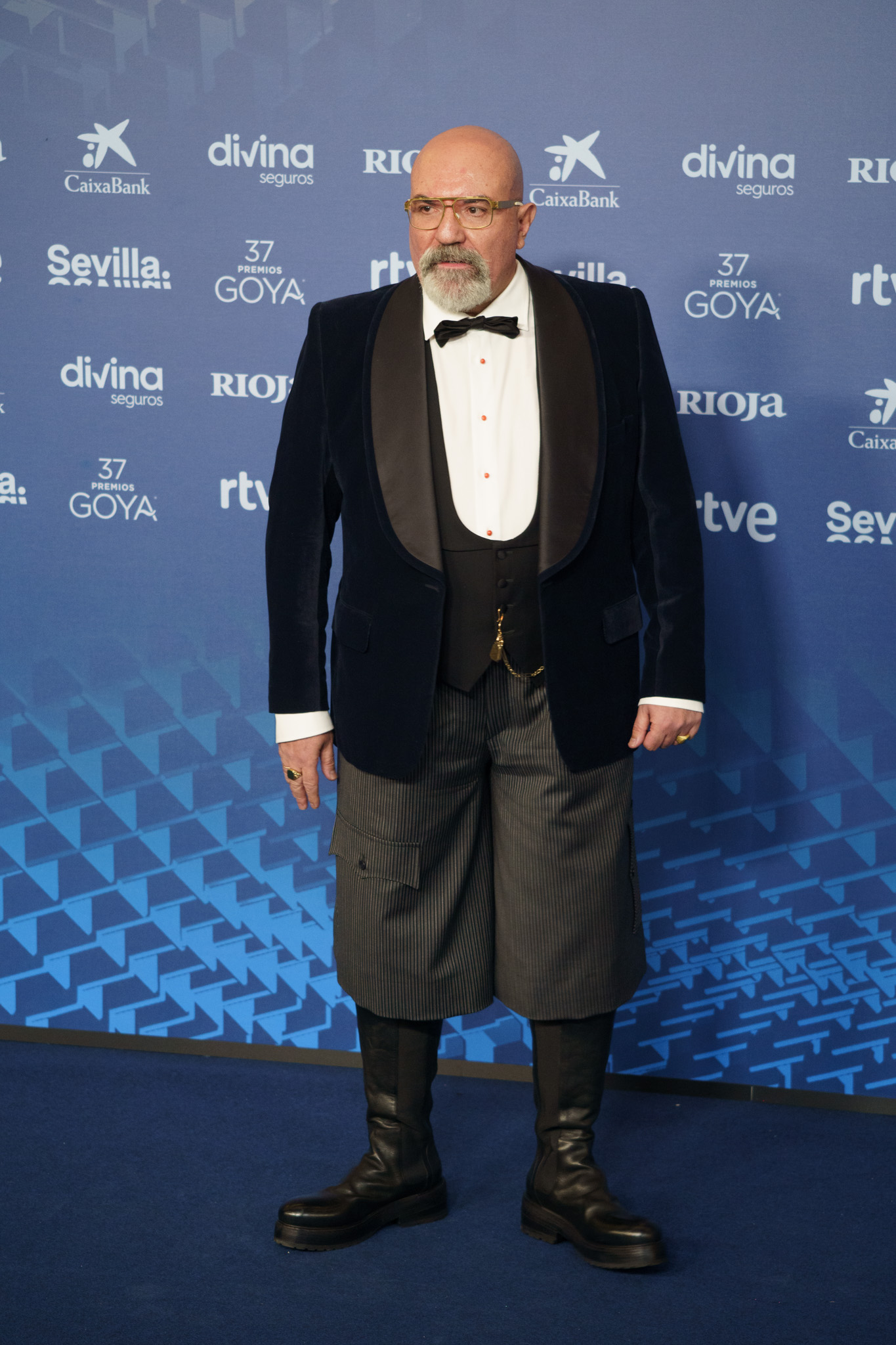
Paco Delgado

Francisco „Paco“ Delgado López (geb. 1965 auf Lanzarote, Kanarische Inseln) ist ein spanischer Kostümbildner, der 2013 sowie 2016 für einen Oscar und BAFTA-Award nominiert wurde und doppelter Goya-Preisträger (2013–2014) ist.

## Leben
Von 1988 bis 1991 studierte Delgado am Institut del Teatre in Barcelona. Sein erstes Engagement bei einem Film erhielt Paco Delgado in der spanischen Komödie Allein unter Nachbarn – La comunidad im Jahr 2000. Danach folgten weitere Arbeiten bei spanischen Filmen. Im Jahr 2012 entwarf er die Kostüme für den britischen Film Les Misérables. Für diese Arbeit erhielt er eine Nominierung bei der Oscarverleihung 2013 in der Kategorie Bestes Kostümdesign sowie eine Nominierung bei den British Academy Film Awards 2013 in der gleichen Kategorie. Weitere Nominierung bei den Oscars und BAFTA-Awards erhielt er für seine Arbeit in dem Film The Danish Girl im Jahr 2016. Des Weiteren gehörte Delgado der Jury des Europäischen Filmpreises 2016 an.

## Filmografie (Auswahl)
- 2000: Allein unter Nachbarn – La comunidad (La comunidad)
- 2008: The Oxford Murders
- 2011: Die Haut, in der ich wohne (La piel que habito)
- 2012: Les Misérables
- 2012: Blancanieves
- 2013: Die Hexen von Zugarramurdi (Las brujas de Zugarramurdi)
- 2015: The Danish Girl
- 2015: 69 Tage Hoffnung (The 33)
- 2016: Der Spion und sein Bruder (Grimsby)
- 2016: Split
- 2022: Tod auf dem Nil (Death on the Nile)